# Boroughbridge
Boroughbridge ist eine Ortschaft und ein Civil parish (Gemeinde) in North Yorkshire, England. Ursprünglich war Boroughbridge eine Gemeinde in der Traditionellen Grafschaft West Riding of Yorkshire in England.
Boroughbridge liegt 21 km nordwestlich von York an der A1 road – seit der Ortsumfahrung allerdings nicht mehr direkt. Hier überquert die A1 den River Ure. Gleich beim Ort liegt Aldborough, das ehemalige römische Isurium Brigantum.
Im Ort besteht eine Primary School (Grundschule) und die Boroughbridge High School, die auf darstellende Kunst spezialisiert ist.

## Name
Als der Straßenverlauf der Dere Street nach der normannischen Eroberung Englands wegen der bei Boroughbridge neu entstandenen Brücke über den River Ure dorthin verlegt wurde, verlor der ursprüngliche Flussübergang bei Aldborough seine Bedeutung. An der Brücke wuchs eine neue Stadt, die den Namen New Borough on t'Brigg, Borough on t'Brigg und schließlich Boroughbridge erhielt, während der ältere Ort nun Ald-Borough hieß. Die Dere Street war eine römische Verbindungsstraße von Eboracum (heute York) nach Veluniate am Antoninuswall (heute Bo’ness in Schottland). Sie wurde später die Great North Road genannt und ist heute ein Teilstück der A1.

## Geschichte
Eine 170 m lange Steinreihe, genannt Devil’s Arrows, steht knapp 200 m östlich der A1 im Westen von Boroughbridge. Sie besteht aus drei Menhiren, dem Rest einer ursprünglich aus weiteren Steinen bestehenden Setzung und stammt vermutlich aus der späten Jungsteinzeit (5500 bis 2200 v. Chr.) oder der frühen Bronzezeit (2200 bis 1600 v. Chr.). Ein Besucher beschrieb im Jahre 1694 eine Reihe von sieben Steinen, John Leyland (1506–1552) nannte lediglich vier. Der fehlende vierte Stein soll als Baumaterial für die Peg Bridge über den River Tutt zerkleinert worden sein.
Auf der berühmten mittelalterlichen Britannienkarte des Matthew Paris, entstanden um 1250, ist Boroughbridge als eine der damals wichtigsten Städte genannt.
Die Schlacht bei Boroughbridge vom 16. März 1322 zwischen den Truppen von König Eduard II. und denen der aufständischen Barone unter Thomas Plantagenet, 2. Earl of Lancaster endete mit einem Sieg der Royalisten über die Rebellen.
Von 1558 bis 1832 stellte die Gemeinde zwei Parlamentsabgeordnete, die sie durch den Reform Act 1832 verlor. Die bekanntesten von ihnen waren General Henry Clinton, der lange Zeit für den Verlust der amerikanischen Kolonien verantwortlich gemacht worden war, sowie Augustus FitzRoy, 3. Duke of Grafton (1735–1811), Minister und von 1768 bis 1771 Premierminister unter König Georg III.

## Verkehr
Boroughbridge war eine wichtige Poststation an der Great North Road zwischen London und Edinburgh.
1945 brach die Brücke der A1 über den River Ure unter dem Schwertransport eines 80-Tonnen-Hochofens ein und wurde von Pionieren der British Army bis zur Wiederherstellung durch eine Bailey-Brücke ersetzt.
Die 1964 geschlossene Bahnstation der Pilmoor, Boroughbridge and Knaresborough Railway in Boroughbridge ist nur noch am Doppel-Wasserturm des Bahnbetriebswerkes, einem Industrie-Denkmal, zu erkennen.

## Bildergalerie

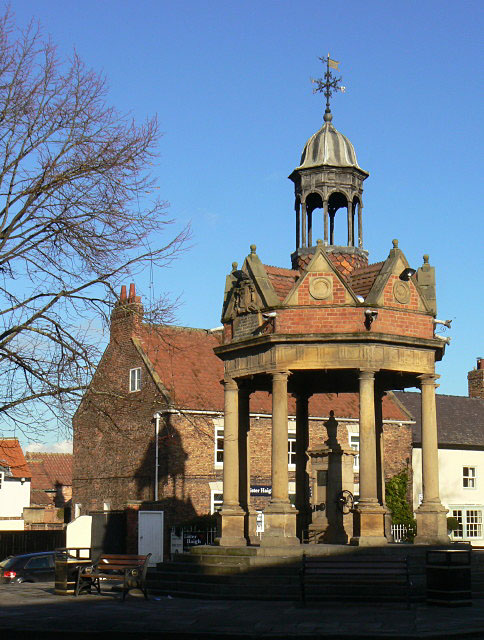
Überdachter Stadtbrunnen
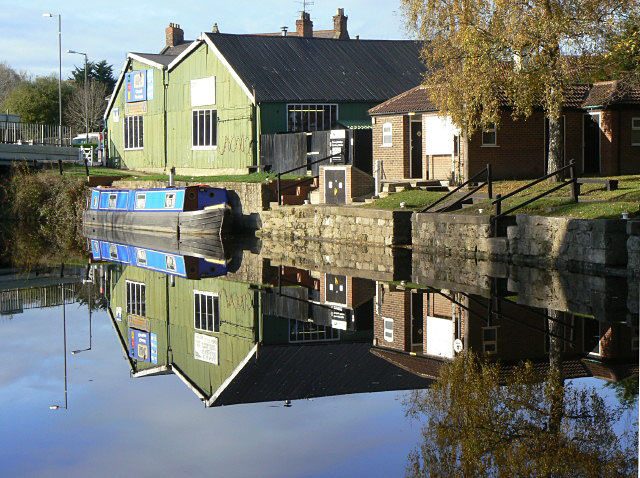
Wehranlage am River Ure
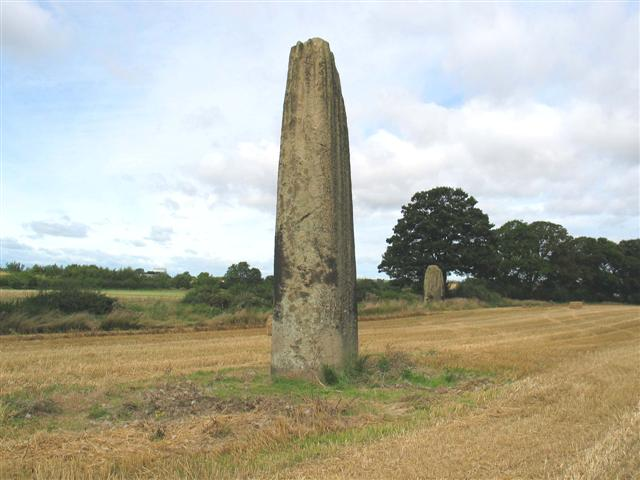
Devil’s Arrows
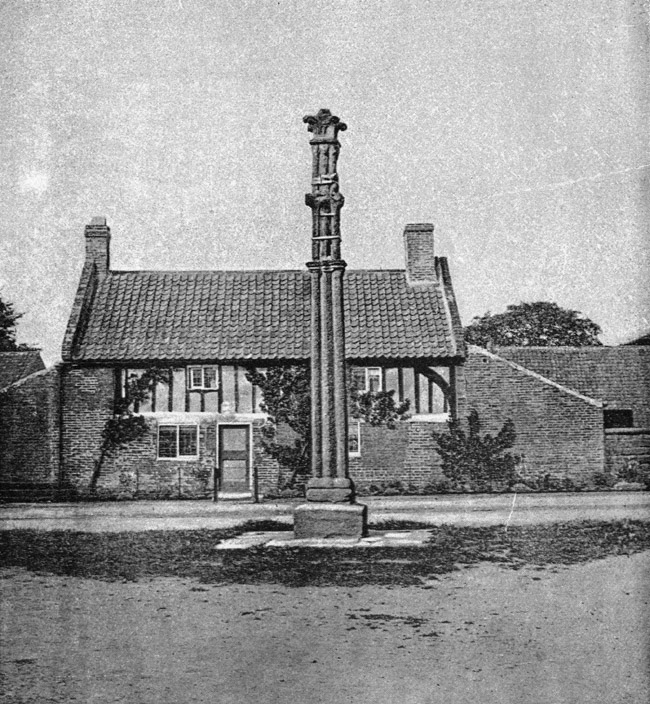
Denksäule der Schlacht von Boroughbridge
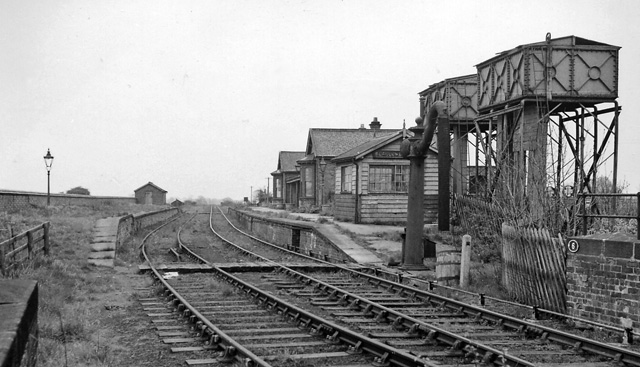
Ehemaliger Bahnhof mit Doppel-Wassertürmen